# A Triumph for Man
A Triumph for Man é um álbum da banda de rock dinamarquesa Mew, de 1997.

## Faixas
1. Wheels Over Me (2:33)
2. Beautiful Balloon (4:27)
3. Wherever (5:56)
4. Panda (4:11)
5. Then I Run (3:53)
6. Life Is Not Distant (1:08)
7. No Shadow Kick (3:06)
8. Snowflake (3:30)
9. She Came Home for Christmas (4:54)
10. Pink Monster (0:46)
11. I Should Have Been a Tsin-Tsi (For You) (2:19)
12. How Things Turn Out to Be (0:44)
13. Web (4:34)
14. Coffee Break (4:37)